# Musée archéologique de Civaux

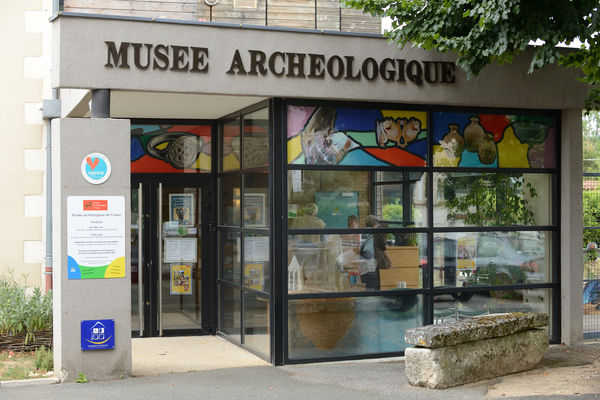

Le Musée archéologique de Civaux est le musée de la commune de Civaux dans le département de la Vienne, ouvert depuis mars 2004.
Il présente des objets de la préhistoire à la fin du Moyen Age et permet de comprendre les sites archéologiques et historiques de la commune, en particulier la nécropole mérovingienne.

## Situation géographique
Le musée est situé au cœur de la commune de Civaux, en bordure de la Vienne et à proximité de la RN147.
Il est situé face à l'église paléochrétienne et romane du village.

## Collections
Les collections du musée comptent plusieurs milliers d'objets allant de la préhistoire au début de la Renaissance. Dans les salles, plus de 200 objets gallo-romains et mérovingiens (stèles, céramiques et mobilier funéraire) sont exposés. 
Une salle d'exposition temporaire complète la visite de ce musée ainsi qu'un film de 20 min, Le Val de Civaux, Terres de mémoire, qui est en accès libre à l'auditorium du musée. Il permet de mieux comprendre les sites et l'histoire de la vallée de la Vienne.
Anciennes expositions temporaires :
- en 2013 : La céramique en Gaule romaine avec exposition de la maquette d'un four découvert à Civaux en 1969.
- en 2014 : Les Gaulois sont là ! vie quotidienne et artisanat. Le musée propose la reconstitution d'une scène de vie d’aristocrates gaulois.
- en 2015 : Plume de dinosaure, écaille de crocodile. Cette exposition de paléontologie est centrée sur les récentes découvertes faites lors des fouilles sur le tracé de la LGV dans le département de la Vienne. De nombreux fossiles et œufs de dinosaures et des squelettes de crocodiles, une mâchoire de Steneosaurus (crocodile marin), et de façon exceptionnelle une plume de dinosaure et un nénuphar vieux de 100 millions d’années provenant de la Vienne sont exposés. L'exposition présente aussi un moulage d'un grand crâne d'Alligatoridae exceptionnel de la période crétacé (-74 millions d'années) trouvé à Velaux en Provence.

Le musée de Civaux propose toute l'année différentes activités pédagogiques et des animations autour du patrimoine de la commune et de ses collections archéologiques : visites guidées ou libres des sites, des jeux de piste pour enfants et adultes, des anniversaires, des visites en costume romain pour les enfants...
Le musée dispose d'un service pédagogique qui permet d'accueillir des groupes d'enfants, de scolaires ou des enfants qui sont en centre de loisirs. Par ailleurs, différentes activités sont proposées, soit en relation avec les collections du musée, les sites archéologiques (sanctuaire romain, nécropole et baptistère mérovingiens et église du VIe – XIIe siècles), soit avec d'autres civilisations, dans le but d'élargir l'horizon culturel des enfants.
Depuis 2013, le musée a reçu le label Tourisme et handicap.
Depuis 2014, le musée présente dans une salle nouvelle, dans deux nouvelles vitrines de nouveaux objets. L'une des vitrines montre les objets protohistoriques datant du deuxième âge du fer  trouvés à Mazerolles (Vienne) (trois épées, des pointes de lance et des couteaux) et l'autre est destinée à l'artisanat gallo-romain.